# Ariadne ginosa
Ariadne ginosa är en fjärilsart som beskrevs av Hans Fruhstorfer 1912. Ariadne ginosa ingår i släktet Ariadne och familjen praktfjärilar. Inga underarter finns listade i Catalogue of Life.